# Гросрюкерсвальде
Гросрюкерсвальде (нем. Großrückerswalde) — община в Германии, в земле Саксония. Подчиняется административному округу Кемниц. Входит в состав района Рудные Горы. Население составляет 3714 человек (на 31 декабря 2010 года). Занимает площадь 26,69 км².
Коммуна подразделяется на 6 сельских округов.
Одной из достопримечательностей является лютеранская кирха средневековой постройки, относящаяся к типу т. н. обронительных церквей, очень редкому на территории Рудных Гор: помимо кирхи в Гросрюкерсвальде, сохранился лишь один храм такого типа, находящийся в Лаутербахе, районе общины Мариенберга. Кирха в Гросрюкерсвальде, как и лаутербахская, конструктивно представляет собой башню.